# Cause-de-Clérans
Cause-de-Clérans è un comune francese di 328 abitanti situato nel dipartimento della Dordogna nella regione della Nuova Aquitania.

## Società

### Evoluzione demografica
Abitanti censiti